# 李晓华 (总政)
李晓华（1957年—）山西人，中国人民解放军少将。

## 生平
李晓华早年曾在中国人民解放军总政治部宣传部任职。后来出任中国人民解放军总政治部联络部副部长，并获授中国人民解放军少将军衔。2009年，出任中国国际友好联络会副会长。2012年，陪同中国国际友好联络会会长李肇星访问朝鲜民主主义人民共和国，朝鲜最高人民会议常任委员会委员长金永南在万寿台议事堂会见了李肇星会长率领的中国国际友好联络会代表团一行。李晓华卸任中国人民解放军总政治部联络部副部长后，担任中国军事文化研究会副会长。